# أكسدة فيتزنر-موفات
أكسدة فيتزنر-موفات, أو مايطلق عليه بعض الأحيان أكسدة موفات, هو تفاعل كيميائي يصف أكسدة الكحول الأولية والثانوية من قبل ثنائي ميثيل سلفوكسيد المفعل بمركب كربو ثنائي إيميد مثل ثنائي حلقي هكسيل كربو ثنائي إيميد (DCC).
الألكوكسيسلفونيوم الناتج يعاد ترتيبه ليعطي ألدهيد وكيتون على الترتيب.
هذا التفاعل لم يعد يستخدم بسبب وجود أكسدة سويرن، التي تعطي محاصيل أكثر بمنتوجات جانبية قليلة.
نشرت الكثير من المراجعات العلمية عن هذا الموضوع.